# OnePlus 3T
OnePlus 3T (скорочено OP3T) — смартфон, розроблений компанією OnePlus. Наступник OnePlus 3, анонсований 15 листопада 2016 року. OnePlus 3T — перший смартфон від OnePlus, котрий став доступний для швидкої доставки у Європу та Північну Америку.

## Реліз
OnePlus 3T, анонсований 15 листопада 2016 року, за допомогою функції "live video" Facebook. Він з'явився в продажу у кольорі Gunmetal, а Soft Gold вийшов незабаром після випуску цього кольору у OnePlus 3.
Аби відсвяткувати 20-річчя Colette, французького дистрибютора вуличного одягу та аксесуарів, OnePlus та Colette виготовили 250 ексклюзивних чорних OnePlus 3T в обмеженому тиражі, що містять логотип Colette на задній панелі смартфону. Це ексклюзивне видання телефону розпродано в Парижі в магазині Colette 21 березня 2017 року.

## Характеристики
На момент анонсу смартфон мав версію Android 6.0 (Marshmallow), котру на даний момент можна обновити на Android 8.0 (O), 6 ГБ оперативної пам'яті, 64 або 128 ГБ вбудованої пам'яті, UFS 2.0, процесор Qualcomm Snapdragon 821 котрий підтримує Daydream VR від Google, більший акумулятор на 3400 мАг, власна прошивка OxygenOS для всіх регіонів за винятком Китаю з HydrogenOS. Дисплей: 5,5”, 1920 х 1080 точки, 401 ppi, скло Gorilla Glass 4, матриця Optic AMOLED. Камера: 16 Мп, 1,12 мкм, f/2.0, сенсор Sony IMX298, фазовий фокус, гібридна стабілізація (оптична + цифрова), запис відео у форматі 4К@30fps, та власна технологія швидкої зарядки Dash Charge.

## Відгуки
Смартфон отримав переважно схвальні відгуки через хороше співвідношення ціни та якості. Незважаючи на це, різниця між цією версією і її попередником OnePlus 3 була майже невідчутна. Вдосконалена фронтальна камера у багатьох відгуках не справила сильного враження.